# 放送衛星

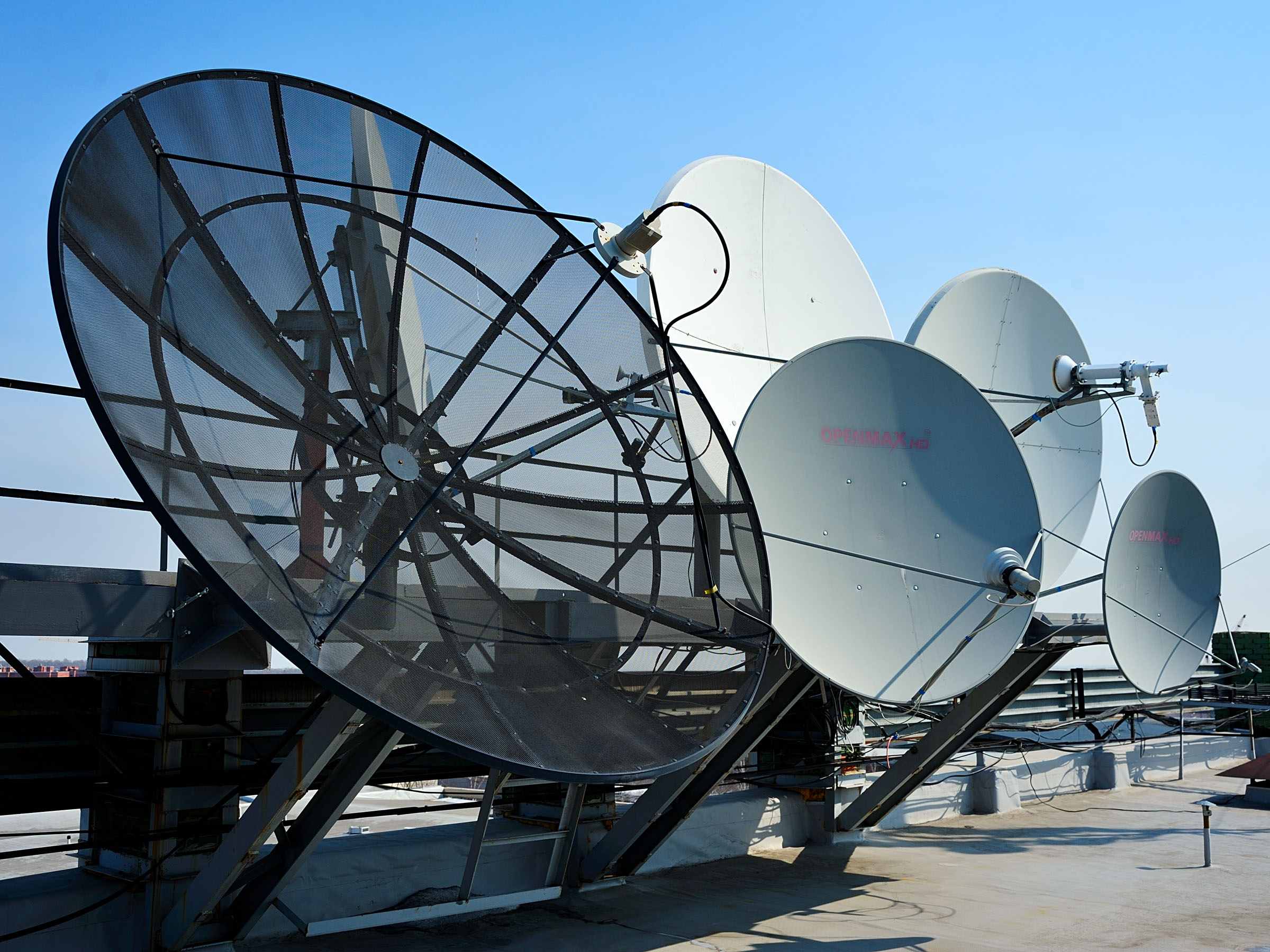
ケーブルテレビ・IP TV業者の衛星放送受信用のパラボラアンテナ

放送衛星（ほうそうえいせい、Broadcasting Satellite、BS）とは、衛星放送専用に設計・製作された人工衛星である。通信衛星（CS）の1つとして位置づけられる。直接放送衛星（Direct Broadcast Satellite）とも呼ばれる。

## 概要
放送衛星の基本的な機能は通信衛星と同様、搭載した中継器（トランスポンダ）で地上から送信（アップリンク）した電波を受信したのち、別の周波数に変換し地上に向けて再送信する（ダウンリンク）ことである。通信衛星との違いは送信出力や使用する周波数帯、カバーする地域、所有者や法的な位置づけなどに見られる。
通信衛星では当初はCバンド（6/4GHz）Kaバンド（30/20GHz）などがよく用いられ、放送衛星ではKuバンド（14/12GHz）が用いられる（周波数はアップリンク/ダウンリンクの周波数帯）。ただしKuバンドは降雨時の減衰が著しいため赤道地域では影響の少ない2.6GHz帯も利用される。
直接放送の場合、個別受信のためアンテナの大きさに制約がある。このためKuバンドにおいて100〜200W程度の高出力を要求される。
本来の静止衛星のカバー範囲は概ね地球の半分であるが、国際通信に用いられ、特定の通信事業者間の通信に限られる通信衛星とは異なり、不特定多数の視聴者が受信できる直接放送衛星においては政治的・文化的事情から近隣の国に対するダウンリンクの漏洩（スピルオーバー）を厳しく制限する必要がある。日本の放送衛星ではスピルオーバーを最小限に抑制するため、アンテナの形状に工夫が凝らされている。また日本では放送衛星は放送事業者、通信衛星は通信事業者により所有され、その目的もそれぞれの業務に限定されたが、1989年の放送法改正により通信事業者も受託放送事業者として通信衛星を用いた放送ができるように、また2001年には電気通信役務利用放送法を新設し通信事業者の通信衛星サービスを用いて他事業者が行う衛星役務利用放送制度が誕生した。
現在、日本では専ら放送に用いるために打ち上げた人工衛星を放送衛星と呼称しており、東経110度Kuバンド右旋円偏波によるBSデジタル放送とBSアナログ放送が行われているほか、2004年 - 2009年に東経144度Sバンド左旋円偏波による移動体向け放送サービスを行っていた衛星も放送衛星に区分されている。通信事業者が打ち上げた衛星のなかには映像配信に特化した広帯域中継器のみを持つものも少なからずあり、その大半を直接放送の用途に使用している機体もあるが、そちらはなおも通信衛星とされている。
日本においての放送衛星の周波数の割り当ては当該記事詳述のとおり、BS1-BS23のうちの奇数番号の12個のチャンネルが割り当てられている。このため、アナログ放送時代はBSの放送チャンネルがすべて奇数（当時はBS1-BS15のうちの8つであったが、実際に使用されたのは6つ）である。また2002年から始まった通信衛星の「東経110°CS放送」はこの名残りから物理チャンネルはND2-ND24のうちの偶数番号の12チャンネルとなっている。

### 左旋と右旋
放送衛星は、電波の偏波面（振動面）が時間の経過とともに回転する「円偏波（えんへんぱ）」の方向に向かって、左回りが「左旋円偏波（させんえんへんぱ）」、右回りは「右旋円偏波（うせんえんへんぱ）」という。日本の衛星放送では、既存BS（2016年に実施された4K・8K試験放送を含む）・および110度CSでは右旋が使用されてきたが、2017年の4K試験放送では110度CSの左旋、2018年12月1日に開始された4K・8K本放送（実用放送）においては、既存の右旋には現行の2Kハイビジョン放送に加えて4Kを割り当てるとともに、新たにBS左旋と110度CS左旋に4K・8Kを割り当てている。

## 歴史
- 1945年 - イギリスの小説家アーサー・C・クラークが衛星放送を提案
- 1965年 - NHK、独自の衛星放送構想を発表
- 1974年 - アメリカ、応用技術衛星ATS-6で2.6GHz帯で中継実験
- 1976年 - カナダ、通信技術衛星CTSで放送実験
- 1984年 - 中国、東方紅2号を打ち上げ

### 日本

#### 東経110度放送衛星
- 1978年（昭和53年）4月8日 - 実験用放送衛星（BSE）「ゆり1号」、NASAのデルタロケットにより打上げ
- 1984年（昭和59年）
  - 1月23日 - 放送衛星2号a（BS-2a）「ゆり2号a」NASDAのN-IIロケット5号機で打上げ
  - 3月23日 - BS-2aの中継器1台が、5月3日にもう1台が故障（これにより当初予定されていたNHK衛星放送の2チャンネル編成は中止となり、1チャンネルのみで放送を行うことになる）
  - 5月12日 - NHKが「ゆり2号a」による衛星試験放送開始（BS-15chのNHK BS1のみ。総合テレビ・教育テレビの時差放送が主）。世界初の直接受信衛星放送
- 1986年（昭和61年）2月12日 - 放送衛星2号b（BS-2b）「ゆり2号b」N-IIロケット7号機で打上げ。これによりNHKの衛星放送2チャンネル体制が確立（12月25日、NHK衛星第2テレビジョン=BS-11ch開局。これで第1テレビは総合テレビ、第2テレビは教育テレビの時差編成中心に）
- 1987年（昭和62年）7月4日 - NHKがゆり2号bによるNHK衛星第1テレビジョン（BS1）24時間独自編成開始（地球による食のシーズン=2 - 4月と9 - 10月の深夜から未明及び年数回の月による食の日中の休止時間除く）
- 1989年（平成元年）
  - 6月1日 - NHKが衛星第2テレビジョン（BS2）24時間放送を開始（独自編成と地上波時差編成混成）
  - 6月3日 - NHKがハイビジョン実験放送（1時間/日。原則14時から15時。大相撲期間は5時から6時）開始
  - 8月1日 - NHKが衛星放送（BSアナログ）の本放送（受信料が必要な有料放送。WOWOWと違いノースクランブルだが、NHKの受信料に衛星放送の追加契約必要）を開始
- 1990年（平成2年）
  - 2月22日 - NHKが補完衛星「BS-2X」をESAのアリアンロケットで打ち上げるが失敗
  - 8月28日 - 放送衛星3号-a（BS-3a）「ゆり3号a」をNASDAのH-Iロケット7号機で打上げ
- 1991年（平成3年）
  - 4月1日 - 初の民間放送局であるWOWOWおよびSt.GIGAによる衛星放送開始（前年11月30日よりノンスクランブルでのサービス放送で実質開局していたが、この日より正式なスクランブルをかけた有料放送を開始）
  - 4月19日 - NHKが補完衛星「BS-3H」をNASAのアトラスで打ち上げるが失敗
  - 8月25日 - 放送衛星3号-b（BS-3b）「ゆり3号b」NASDAのH-Iロケット8号機で打上げ
  - 11月25日 -ハイビジョン試験放送（8時間/日）開始（当初はハイビジョン推進協会に免許が割り当てられ、NHK・民放・家電メーカーが時間・曜日に関係なくランダムに番組を編成するようになっていた。また一般視聴を目的とした放送では事実上世界史上初のハイビジョン専門放送局であった）
- 1994年（平成6年）
  - 7月9日 - NHKが補完衛星「BS-3N」をESAのアリアンロケットで打上げ
  - 11月25日 - NHKと民放6社がハイビジョン実用化試験放送（8時間/日）開始（NHKと民放が毎日全放送時間の半分ずつを担当。ただし夏の甲子園期間を除く水曜日だけNHK独占 周波数上の免許は従来通りハイビジョン推進協会だが、呼出符号＜コールサイン＞は各放送局が個別に取得した）
- 1997年（平成9年）4月17日 - BSAT-1a（BS-4a）打ち上げ。8月1日から運用開始（現用機。これによって、地球または月による食での放送休止がなくなる）。以後、BSAT-2までは1機で4波同時中継可能に
- 1998年（平成10年）4月29日 - BSAT-1b（BS-4b）打ち上げ。8月1日から運用開始（予備機）
- 2000年（平成12年）
  - 6月2日 - 国際電気通信連合（ITU）世界無線通信会議（WRC-2000）閉幕。日本にBS放送帯域として12.0 - 12.2GHz右旋円偏波が新たに割り当てられ、BS-17, 19, 21, 23チャンネルとして追加された[2]。
  - 12月1日 - BSデジタル放送開始（BSAT-1bを使用。これによって民間放送系列のBS放送が一斉開局。またアナログハイビジョンの「実用化試験放送」は民放BSの開局に伴い事実上終了し、以後はデジタルへの円滑な移行を目的としてNHK BSハイビジョン放送のサイマル放送のみとなる）
- 2001年（平成13年）
  - 3月9日 - BSAT-2a打ち上げ。4月26日からBSAT-1bから運用引継
  - 7月13日 - BSAT-2b打ち上げ。静止軌道投入に失敗
- 2003年（平成15年）
  - 6月12日 - BSAT-2c打ち上げ。7月15日から予備機で運用開始
  - 3月31日 - BSによる衛星ラジオ放送が事実上全廃。以後、BSはテレビ放送に特化する
- 2007年（平成19年）
  - 7月 - BS-3N軌道外投棄
  - 8月15日 - BSAT-3a打ち上げ。以後の衛星は1機で8波同時中継可能とする
  - 9月30日 - 衛星データ放送専門局が事実上全廃（ただし、テレビ放送に連動・付随したデータ放送は一部を除き継続）
  - 10月31日 - NHKのBSアナログハイビジョン放送終了（実際の番組終了は同年9月30日。10月はアナログ放送終了のための告知放送のみだった）
  - 12月1日 - 新参入のBSテレビ放送局・BS11とトゥエルビの本放送開始
- 2010年（平成22年）
  - 3月11日 - 地上アナログ放送による新たな難視地域向けに地上デジタル放送のサイマル本放送開始
  - 10月29日 - BSAT-3b打ち上げ
- 2011年（平成23年）
  - 3月31日 - NHKのBSデジタルハイビション放送終了。NHKのBS1/BS2がハイビジョン放送へ移行。これに伴い、「NHK衛星第1テレビジョン」は「NHK BS1」[注釈 3]、「NHK衛星第2テレビジョン」は「NHK BSプレミアム」にそれぞれ正式チャンネル名を変更
  - 7月24日 - BSアナログ放送終了[注釈 4]
  - 7月18日 - サッカー女子日本代表がアメリカとのW杯の決勝戦で、ビデオリサーチ社が2008年から調査をしているBSの視聴率調査で初の二桁視聴率である10.7%を記録。BSの視聴率10%を超えたのは2011年9月11日のサッカー女子ロンドン五輪アジア最終予選の10.1%と合わせて2回だけだった[3]
  - 8月7日 - 東経110度CSとのBS・CSハイブリッド衛星BSAT-3c打ち上げ（当初は7月2日に打ち上げ予定だった）

#### 東経144度放送衛星
- 2003年（平成15年）1月17日 - 2.6GHz帯衛星デジタル音声放送が放送方式として制度化される（東経144度左旋円モバイル向け放送 2,630 - 2,655MHz）
- 2004年（平成16年）
  - 3月13日 - 2.6GHz帯衛星デジタル音声放送衛星（モバイル放送専用衛星）MBSat打ち上げ
  - 10月20日 - 2.6GHz帯衛星デジタル音声放送サービス（モバHO!）開始。世界初のモバイルユーザー向け衛星デジタル・マルチメディア放送（S-DMB）
- 2009年（平成21年）3月31日 - 15時、モバHO!放送終了

#### 準天頂放送衛星
- 2003年（平成15年）6月6日 - 世界無線通信会議（WRC-2003）閉幕。準天頂衛星による音声衛星放送周波数帯域として日本に2,605 - 2,630MHzを割当
- 2006年（平成18年）3月 - 準天頂衛星での放送・通信サービスを目指した民間共同企画会社、事業化を断念し同衛星は測位を中心とした全額国費プロジェクトへ方針転換